# Provincia de Pamplona
La provincia de Pamplona, también llamada gobierno de Pamplona durante la época imperial española, fue una entidad administrativa y territorial de la Nueva Granada, creada el 3 de agosto de 1555 como corregimiento del Virreinato del Perú. En 1717 una Real Cédula expedida por el rey Felipe V de España creó el Virreinato de Nueva Granada, por medio de la cual la provincia fue agregada a este último.
Durante la emancipación de las colonias americanas (1810-1816), Pamplona se incorporó a las Provincias Unidas de la Nueva Granada. En la época de la Gran Colombia hizo parte del Departamento de Boyacá, el cual cubría territorialmente todo lo que hoy es el oriente de Colombia.
Posteriormente a la disolución de este país (1830) perteneció a la República de la Nueva Granada, de carácter centralista, hasta que finalmente se implantó el sistema federal en la Nueva Granada en 1858 y la provincia pasó a ser entonces una de las provincias constituyentes del Estado Soberano de Santander.

## Historia

### Antecedentes

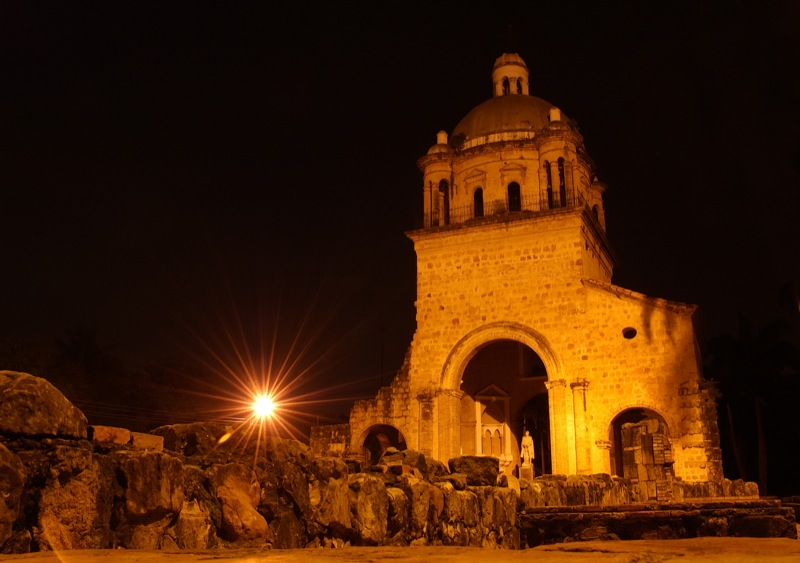
Templo Histórico de Cúcuta, donde se firmó la Constitución de 1821, la cual dio origen a la Gran Colombia.

Anteriormente a la llega de los españoles la región estaba dominada por tres grupos aborígenes importantes: Motilones, Chitareros y Tunebos, si bien otras etnias importantes también habitaron la zona, hacia el interior. La mayoría de estos grupos fueron exterminados por diversas causas (enfermedades, esclavitud, guerras) una vez los españoles llegaron a tierras americanas.
El proceso de conquista se inició con el arribo de Ambrosio Alfinger en 1530, quien partiendo desde la ciudad de Coro (Venezuela) recorrió buena parte de la región de la cuenca del lago de Maracaibo, incluyendo la región oriental del gobierno de Santa Marta. Alfinger murió en 1533 en los enfrentamientos con los indígenas Chinácota. El proceso de conquista tardo casi 20 años y fue realizado por los españoles Pedro de Ursúa y Ortún Velásquez, quienes en 1549 fundaron lo que hoy es la ciudad de Pamplona. El emperador Carlos V le otorgó el título de "Muy noble y muy hidalga ciudad" por su Real Cédula del 3 de agosto de 1555.

### Dominio español

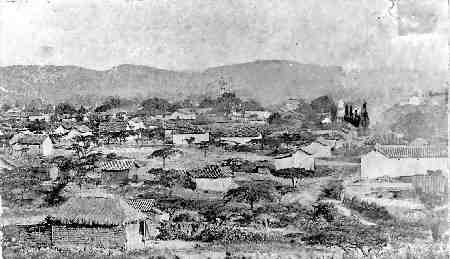
Cúcuta en 1800.

En el periodo comprendido entre 1510 y 1540 se crearon las principales gobernaciones del Nuevo Reino de Granada a partir de la desmembración de la Nueva Andalucía y Castilla de Oro: Santa Marta, Cartagena y Popayán. Con la creación de la Presidencia de Santa Fe en 1564, la gobernación de Pamplona se incluyó como provincia de la antes mencionada.
Por medio de la Real Cédula 1717 forma parte del Virreinato de Nueva Granada, separado éste del de Perú. Sin embargo la vida de este primer virreinato fue corta ya que en 1723 fue suprimido. En 1739 fue restaurado y Pamplona pasó a formar como una de las provincias.

### Las Ordenanzas de las Minas en 1560
En la Ciudad de Pamplona del Nuevo Reino de Granada, de las Indias del Mar Océano, en diez e nueve días del mes de mayo, año del Señor, de mil e quinientos y sesenta años, estando juntos en Cabildo como lo han de uso y costumbre, los muy magníficos Señores Justicia y Regimiento de esta Ciudad, conviene a saber; el muy magnífico Señor Capitán Hortun Velasco, Justicia Mayor; el Señor Andrés Martín Calvillo, Alcalde; el Señor Nicolás de Palencia, el Señor Alonso de Esperanza; el Señor Juan del Rincón, el Señor Alonso Martín Carrillo, el Señor Gonzalo Serrano, el Señor Juan Pérez, Regidores, en presencia y por ante mí, Bernardino Fernández, Escribano Público y del Cabildo de esta Ciudad, trataron y convinieron que por cuanto algunas persona, Vecinos y estantes en esta Ciudad, se han dado e dan a buscar minas de plata, y quieren que las que descubrieren se les guarden las preeminencias; e porque lo susodicho se haga y sea incremento de buscar las dichas minas, quieren (y quisieron) hacer ordenanzas de ellas, las cuales hicieron y ordenaron en la forma y manera siguiente: 
1.- Primeramente, que cualquiera que descubriere metal de plata u otro cualquiera metal, se le dé en recompensa de su trabajo una mina de ochenta varas en largo y cuarenta en ancho, donde el escogiere; y otra salteada, después de medidas dos minas de otras personas, a la parte que el dicho descubridor quisiere, la cual ha de tener sesenta varas de largo y treinta varas de ancho; el cual largor y anchura han de tener las minas que se dieren a cualesquier persona, excepto la primera del descubridor que ha de ser como dicho es. 
2.- Ítem; que el tal descubridor sea obligado a manifestar las dichas minas que hubiere hallado, ante la justicia de esta Ciudad y ante el Cabildo de ella, dentro de ocho días después que las hubiere hallado; y si no (lo) hubiere (notificado) en el lugar donde la haya que ponga señal que la manifieste a la justicia, diciendo en la parte que es, y que señales puso. 
3.- Ítem; que después de manifestada la dicha mina ante la justicia, dentro de treinta días busque la caja y se haga (la paga de ello), y no lo haciendo, si otro descubriere la caja pasado el dicho término (en días), no pueda el primero gozar de descubridor, sino el que la hallare. 
4.- Ítem; que ninguno se pueda llamar descubridor, si no fuere descubierto el metal media legua del que estuviere descubierto, siendo de la misma veta que estuviere descubierta; y si fuere otra veta que en tal caso se pueda llamar y ser descubridor. 
5.- Ítem; que cualquier Vecino de esta Ciudad que pidiere estacas, le sean dadas al que pidiere primero; y después al segundo, y sucesivamente, que como fueren pidiendo se les vayan dando, prefiriendo a los Vecinos de esta Ciudad; y si alguno estuviere ausente, y otro por su poder quisiere tomar mina, que al que estuviere presente se le dé primero aunque por poder del ausente se haya pedido, si no estuviere dada (por escrita la petición ante el Cabildo). 
6.- Ítem; que los que hubieren sido descubridores y conquistadores de esta Ciudad gocen de las preeminencias de los Vecinos de esta Ciudad, aunque agora no lo sean. 
7.- Ítem, que para ningún extranjero, no pueda tomar mina para sí ni para otro, excepto para sí estando presente, y no otro con su poder. 
8.- Ítem, que monte y agua ninguna lo pueda pretender sin que sea de la mina. 
Ítem; que otras cualesquier ordenanzas que hubieren hecho en esta Ciudad sobres cualesquier metales, así de plata como de oro o otro cualquiera que no vayan contra estas, que valgan y se cumplan. 
9.- Ítem; que ninguna persona, como no sea de los primero descubridores y conquistadores y pobladores de esta Ciudad, le sean dadas minas hasta que todos los dichos primeros descubridores y pobladores las hayan tomando y estacado. 
10.- Ítem; que dentro de cuatro meses cualquiera que tuviere mina sea obligado de descubrir metal en ella y labralla; y dentro de ocho meses la pueble y tenga poblada siempre con tres piezas1, por lo menos; y si fuere Vecino de esta Ciudad, la puede tener despoblada un ano, y no más, teniendo causas suficientes; y si no fuere de los dichos primero descubridores y conquistadores, no la puede(n) tener despoblada más de seis meses; y si los unos y los otros cumplieren lo susodicho, que las dichas minas sean para ellos y sus herederos, por juro de heredad; y no lo cumpliendo pasado el dicho término, queden vacas (dichas las minas). 
11.- Ítem; que no se entiendan las dichas ordenanzas con las minas de oro, sino que se guarden las hechas en cuanto a lo del oro. Las cuales dichas ordenanzas, los dichos Señores mandaron se cumplan y guarden en esta Ciudad y términos de ella hasta tanto que Su Majestad otra cosa provea y mande; y si necesario fuere a Su Majestad por la confirmación; y mandaron se pregonen públicamente; y lo firmaron de sus nombres. 
(f) Hortun Velasco. (f)Andrés Martín Calvillo. (f) Nicolás de Palencia. (f) Juan del Rincón. (f) Alonso Carrillo. (f) Antón García. (f) Juan Pérez. (f) Gonzalo Serrano. Fui presente. Bernardino Fernández. Escribano.
 Acta del Cabildo de Pamplona de la Nueva Granada (19 de mayo de 1560)

### Emancipación

Provincias de los Santanderes en 1810.

Provincias de los Santanderes en 1855.

En 1810 Pamplona comprendía aproximadamente la zona que hoy corresponde al departamento de Norte de Santander. Ese mismo año Santafé de Bogotá y otras 15 localidades de la Nueva Granada establecieron Juntas Supremas. Entre estas juntas estaban la de Santa Fe de Antioquia (presidida por Francisco de Ayala), la de Cali (Joaquín de Cayzedo y Cuero), la de Cartagena (José María García de Toledo), la de Mompós (José María Salazar y José María Gutiérrez de Caviedes), la de Neiva (José Domingo Falla), la de Pamplona (Domingo Tomás de Burgos), la de Popayán (Miguel Tacón, substituido por Joaquín de Cayzedo y Cuero), la de Santa Marta (Víctor de Salcedo), la del Socorro (José Lorenzo Plata), la de Sogamoso (Domingo José Benítez), la de Tunja (Juan Agustín de la Rocha), la de Nóvita (Miguel Antonio Moreno), la de Mariquita (Francisco de Mesa y Armero), la de Girón (Eloy Valenzuela) y la de Citará (José María Valencia). Estas provincias crearon la primera república conocida como Provincias Unidas de la Nueva Granada.
Pamplona declaró su independencia el 4 de julio de 1810 con la creación de una Junta Suprema dirigida por el presbítero Domingo Tomás de Burgos; en tanto el 30 de julio de ese año en la población de Girón se estableció también una Junta, realista, al mando del cura de Bucaramanga Eloy Valenzuela. Pamplona firmó su acta de independencia al día siguiente pero Girón y Cúcuta se mantuvieron leales a España. El 17 de octubre de 1811 se eligió presidente a Pedro Salgar y es nombrado gobernador José Gabriel Peña Valencia. Por esas mismas fechas los independentistas se rebelaron en Ocaña pero son derrotados por los realistas. En enero de 1813 Simón Bolívar llegó a Cúcuta y la tomó el 28 de febrero; el 5 de abril Bolívar fue nombrado comandante de Pamplona, pero dejó el mando el 26 de mayo al general Francisco de Paula Santander quién con ayuda del escocés Mc Gregor tomó Bucaramanga el 6 de diciembre de 1813.
Pamplona fue ocupada por los realistas el 13 de diciembre de 1813 pero el contrataque patriota al mando de Santander tomó Pamplona el 1 de febrero de 1814 y Cúcuta el 4 del mismo mes. En junio de 1814 Fernando Serrano asumió el gobierno de Pamplona y el 22 de mayo de 1815 se promulgó la constitución de la provincia. El 28 de noviembre de 1815 el coronel español Sebastián de la Calzada ocupó Pamplona  tras vencer a las tropas del ejército de la unión al mando del general Rafael Urdaneta y el gobernador de la provincia en la Batalla de Balagá, y los patriotas se retiraron al sur. El gobierno de la unión intentó detener esta invasión, nombrando al general Custodio García Rovira como comandante del ejército del norte, con el coronel Francisco de Paula Santander como su segundo. Las tropas republicanas se situaron en el Páramo de Cachirí para defender el paso hacia Bucaramanga y la Provincia del Socorro. Allí se desarrolló la Batalla de Cachirí entre el 21 y 22 de febrero de 1816, en la cual fue derrotado contundentemente las tropas republicanas. Con el colapso del ejército del norte, El 4 de marzo de 1816 Calzada entró en Girón, el 25 en Ocaña, el 19 de mayo en San Gil y el 20 en El Socorro.
El nuevo gobernador y capitán general de Nueva Granada, Francisco Montalvo y Ambulodi se posesiona de su cargo en Santa Marta el 30 de mayo de 1813, siendo ascendido a virrey el 28 de abril de 1816. El enviado español General Morillo llegó a Santa Marta el 22 de julio de 1815 para iniciar la reconquista de la Nueva Granada.

### Época republicana
Una vez liberadas la Nueva Granada y Venezuela, se expide el 17 de diciembre de 1819 en el Congreso de Angostura la Ley Fundamental que creó la República de Colombia, cuyo vicepresidente fue el medellinense Francisco Antonio Zea. Quedaron unidas la Nueva Granada y Venezuela, divididas en tres departamentos: Cundinamarca, Venezuela y Quito. Pamplona entonces quedó como provincia del departamento de Cundinamarca.
El 12 de julio de 1821 el Congreso de Cúcuta, bajo la presidencia de José Manuel Restrepo, expidió la Constitución de Cúcuta, basada en la de Angostura, que dividió la República en departamentos y a éstos en provincias. Pamplona quedó como provincia del departamento de Boyacá y su capital continuó siendo la ciudad homónima.
Ante la disolución de Colombia en 1830 y por Ley Fundamental del 17 de noviembre de 1831, Pamplona adquirió el carácter de departamento. En la constitución de 1832 la Nueva Granada se subdividió en provincias (las mismas de 1810), siendo Pamplona una de ellas, conformada por parte de Norte de Santander.
La Constitución de 1843 efectuó una nueva división de la República de la Nueva Granada en provincias, y estas a su vez en cantones y estos en distritos parroquiales; veinte provincias fueron conformadas, incluida en ellas la de Pamplona. En 1851 fueron segregados de la provincia de Pamplona el valle del río Catatumbo del cual se creó la provincia de Ocaña y la parte sur de la cual se formó la provincia de García Rovira.
Al volver los conservadores al poder en 1855, el Congreso aprobó la creación de estados federales. La Confederación Granadina de 1857 estuvo integrada por ocho Estados Federales, siendo uno de ellos el Estado Soberano de Santander, formado por las provincias de García Róvira, Ocaña, Pamplona, Santander, Socorro y Soto. La tendencia al federalismo fue confirmada por la Constitución de 1858, que cambio el nombre del país a Confederación Granadina y adoptó el régimen federal.

## Geografía

### Límites

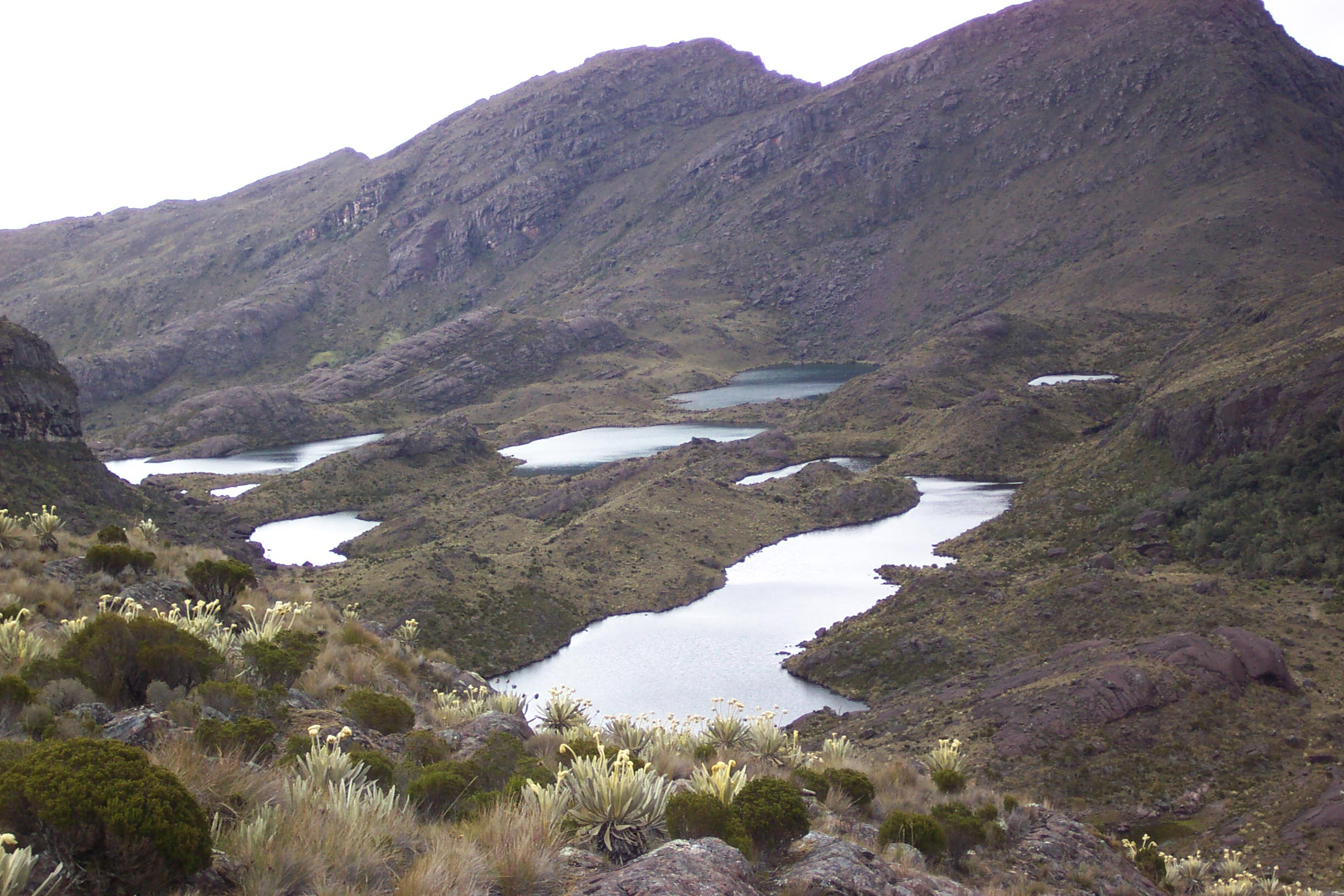
Páramo de Santurbán.

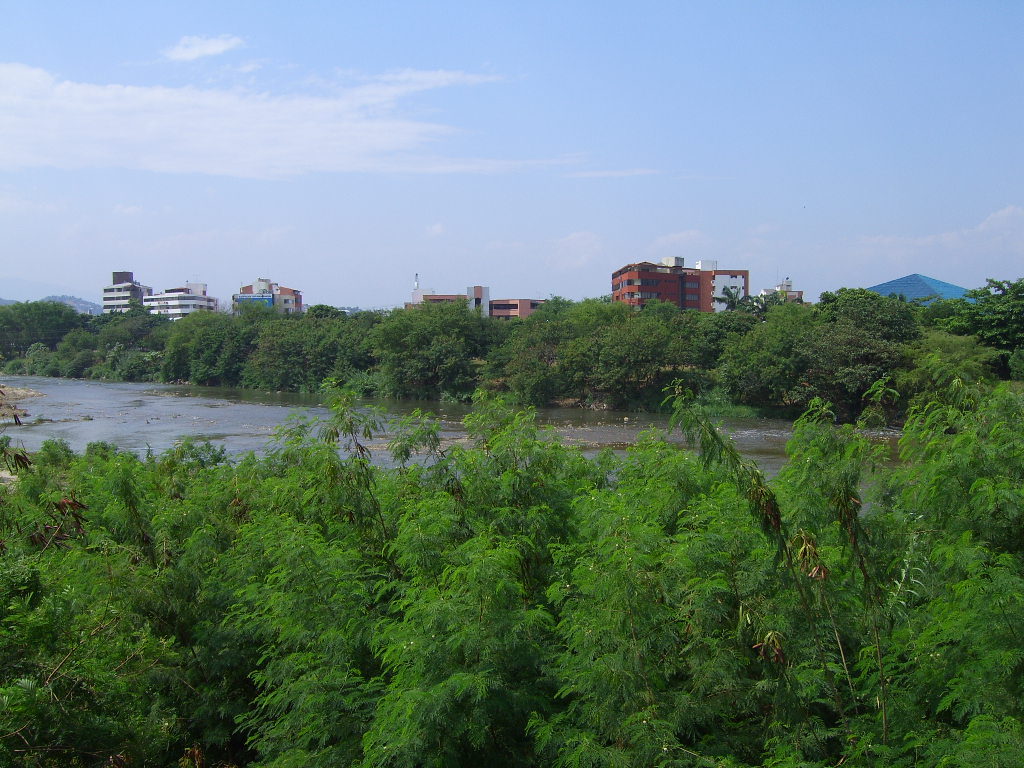
Río Pamplonita.

Los límites de la provincia no fueron estables a lo largo de los 300 años de dominio español en la región. Las constantes agregaciones y segregaciones cambiaban mucho la faz del territorio. El poco conocimiento de la tierra no permitió establecer límites determinados entre una y otra gobernación, salvo el caso de variaciones geográficas naturales plenamente identificables.
Al momento de la proclamación de independencia (1811), Pamplona confinaba con las siguientes provincias (en el sentido de las agujas del reloj): Santa Marta, Maracaibo, Casanare, Tunja y Socorro. Los límites entre provincias no estaban del todo claros ya que nunca fueron determinados claramente. Sin embargo Agustín Codazzi durante las expediciones que se llevaron a cabo durante la Comisión Corográfica (1850-1859) realizó una minuciosa descripción de los linderos, así como de la geografía, de la mayoría de las provincias que conformaban la República de la Nueva Granada.
A grandes rasgos, los límites que correspondían a la provincia de Pamplona en 1850 comenzaban en el páramo Sumalina, de dondo el límite se seguía hacia el oriente hasta encontrar las cumbres de los cerros del Picacho que separan las aguas de los ríos Arboleda y Cucutilla, hasta el cerro que da origen a la quebrada Román. De allí continuaba el curso de este río hasta su desembocadura en el Cucutilla, luego en línea recta hasta encontrar la quebrada de los Apartaderos, hasta su origen en el alto del Fiscal, y luego seguía por las cumbres que separan las aguas vertientes al río Pamplonita y a la quebrada Iscalá para llegar a los páramos Picacho, Mefuí y Tamá.
A partir de aquí la línea continuaba recta en dirección norte formando la frontera con la República de Venezuela; por el páramo de Tamá siguiendo por la cumbre de la cordillera que forma la separación de las aguas y luego en línea recta hasta la cabecera del Nula.
Del páramo Sumalina, luego siguiendo en línea recta hasta el Nudo de Santurbán, y desde Santurbán seguía por las cubres del páramo para luego continuar por el curso del río Suaque. De allí el lindero continuaba por el Alto de Babilonia y de allí al Alto de Aguablanca, del cual seguía por el Guaca hasta el río Chicamocha. Luego por el río Guacamayas y después al norte hasta el alto Murciélago y después al oeste por las cumbres de Peñablanca y Rechiniga; de allí seguía al suroeste pasando por la cabecera del río Lope, por este aguas abajo hasta el Boyabá y por el curso de este último hasta caer al Sarare. Desde este punto iba al noroeste hasta la cabecera del río Nula.

### Aspecto físico
La provincia de Pamplona poseía una geografía muy variada, compuesta por serranías, páramos, mesetas, llanuras y cerros, lo que la hacía inmensamente rica en paisajes y climas. La parte más quebrada estaba representada por la cordillera Oriental, que iniciaba su recorrido por la provincia en el sitio conocido como Nudo de Santurbán y luego se convierte en la Serranía de los Motilones sl norte. Por su parte, las llanuras del río Catatumbo y del río Zulia se ubicaban al noroeste y al sur el valle del río Magdalena. En aquellos días estos ríos servían no solo para la práctica de la pesca como actividad económica sino para la comunicación y el comercio con las demás regiones del país.

### División territorial

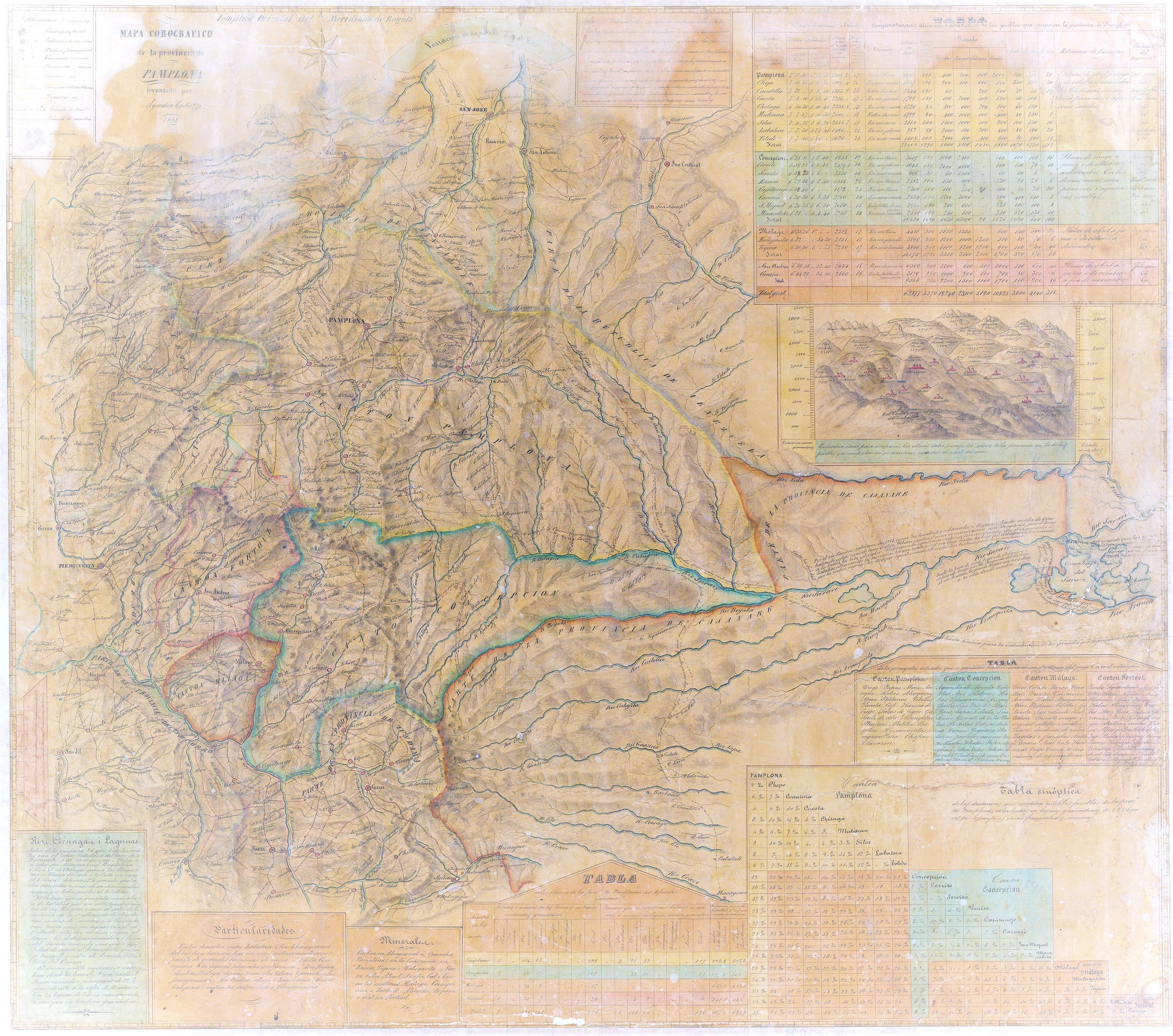
Provincia de Pamplona en 1851.

La provincia de Pamplona tuvo diversos tipos de división de su territorio. En un principio se encontraba dividida en partidos, que luego pasaron a llamarse jurisdicciones. Con la llegada de la independencia, estas subdivisiones pasaron a llamarse cantones, que cambiaron las antiguas jurisdicciones de extensión, y por tanto algunas de éstas fueron suprimidas. En 1825 la provincia se encontraba distribuida en los cantones de Pamplona, Bucaramanga, Girón, Piedecuesta, Salazar, San José de Cúcuta y Rosario. Para 1835 la provincia tenía los cantones de Pamplona, Bucaramanga, Concepción, Girón, Málaga, Piedecuesta, Salazar, San José de Cúcuta y Rosario. Finalmente en 1850, después de varias segregaciones territoriales, quedó conformada por los cantones de Pamplona, Concepción, Málaga y Fortoul.
Entre 1843 y 1851 la provincia estaba conformada por los siguientes cantones, distritos parroquiales y aldeas:
- Cantón de Pamplona: Pamplona, Arboledas, Bochalema, Cácota, Cucutilla, Chinácota, Chitagá, Chopo, Labateca, Mutiscua, Silos y Toledo.
- Cantón de Bucaramanga: Bucaramanga, Baja, Matanza, Rionegro, Suratá, Tona y Vetas.
- Cantón de Concepción: Concepción, Capitanejo, Carcasí, Cerrito, Enciso, Macaravita, San Miguel y Servitá.
- Cantón de Girón: Girón, Floridablanca y Pedral.
- Cantón de Málaga: Málaga, Guaca, Molagavita, San Andrés y Tequia.
- Cantón de Piedecuesta: Piedecuesta, Los Santos y Cepitá.
- Cantón de Rosario: Rosario y Cúcuta.
- Cantón de Salazar: Salazar, San Cayetano y Santiago.
- Cantón de San José: San José, Limoncito y San Faustino.

## Demografía
Según el censo de 1851, la provincia contaba con 62.990 habitantes, de los cuales 31.126 eran hombres y 31.864 eran mujeres. La provincia de Santander, que ya había sido segregada de la de Pamplona, contaba con 21.282 habitantes, de los cuales 9.974 eran hombres y 11.308 eran mujeres. La provincia de Ocaña, que igualmente había sido escindida de la de Pamplona, contaba con 23.450 habitantes, de los cuales 11.083 eran hombres y 12.367 eran mujeres. En tanto la provincia de Soto contaba con 54.767 habitantes, de los cuales 26.550 eran hombres y 28.217 eran mujeres.
| Evolución demográfica de la provincia de Pamplona |
|                                                   |

## Economía
Una de las principales actividades económicas de la región era la extracción de carbón, cobre y hierro. Esta actividad más el intercambio de bienes que mantenía con España hacían de Pamplona una de las ciudades más ricas de la Nueva Granada.
Algunos alimentos que se producían en la provincia, tales como el trigo, maíz, papas, arvejas, plátanos, arracachas, yuca, frisoles, garbanzos, cebada, nabos, cebollas, ajos, ahuyamas, tabaco, algodón, anís, añil, azúcar, panela y aguardiente, eran vendidos tanto en el interior como en el exterior del país.